# Río San Joaquín
El río San Joaquín (del inglés: San Joaquin River), con sus 530 km de longitud, es el segundo río más largo del estado de California, en los Estados Unidos de América. El caudal medio del brazo principal del río en el lago Millerton es de unos 2,2 km³ al año. El San Joaquín y sus ocho afluentes principales drenan aproximadamente 83.000 km² del Valle de San Joaquín de California. El agua del río es utilizada para irrigar 3900 km² de tierras de labranza muy productivas en la parte este del Valle Central de California donde se cultivan unos 200 tipos de productos agrarios, desde naranjas hasta algodón.
Nace en lo alto de las vertientes oeste de Sierra Nevada y riega la mayor parte del área que va desde el borde sur del parque nacional de Yosemite, al sur del Parque nacional Cañón de los Reyes, convirtiéndolo en la segunda mayor cuenca hidrográfica del estado. Los afluentes del río San Joaquín incluyen a los ríos Stanislaus, Tuolumne, Merced, Calaveras y Mokelumne.

## Geografía / curso

### Cabecera
El río se origina en tres localizaciones. La bifurcación Sur comienza en el lago Martha (37°05′39″N 118°44′18″O / 37.09417, -118.73833) a una altitud de 3.354 m. La bifurcación Media empieza en el lago Mil Islas y se une a la bifurcación Sur al norte de Balloon Dome en el Área Salvaje de Ansel Adams. La bifurcación Norte comienza en un lago en 37°43′33″N 119°14′37″O / 37.72583, -119.24361 que está a 3.410 m de altitud y se une a la bifurcación Media al este de Junction Butte en 37°31′56″N 119°10′55″O / 37.53222, -119.18194.
La confluencia pasa por un estrecho valle del cual John Muir dijo una vez: "Seguramente el cañón del Joaquín es, desde muchos puntos de vista, el más notable de todos en los que he entrado." Finalmente surge de las estribaciones de lo que fue una vez la ciudad de Millerton, la posición de la presa Friant desde 1944, que forma el lago Millerton.

### Confluencia / destino
El río San Joaquín se encuentra con el río Sacramento cerca de la ciudad de Antioch. Juntos forman el delta Sacramento-San Joaquín, uno de los estuarios más grandes de los Estados Unidos. Antes de encontrarse con el río de Sacramento, el San Joaquín tiene dos ríos distribuidores, el río Viejo y el río Medio, los cuales fueron una vez canales principales del río. Debido al desvío del río San Joaquín a la cabecera del rí Viejo, una parte significativa del flujo de río San Joaquín discurre hacia abajo por el río Viejo en lugar de dirigirse hacia el norte a lo largo del San Joaquín. Esta división de la corriente causó problemas en la migración del salmón, cuando las corrientes a lo largo del río Viejo se dividieron entre el río Viejo, río Medio y canal Grant Line. Los cursos inferiores en estos canales colocan al salmón en peligro de depredación y distribución vía desviaciones agrícolas y exportaciones de agua potable urbanas. En respuesta a este problema, el Departamento de Recursos Hidrológicos de California y el Departamento Caza y Pesca de California construyen y manejan barreras de roca temporales en la cabecera del río Viejo a fin de mantener a los peces en el canal principal del río San Joaquín.

### Afluentes / canales / lagos
El río discurre hacia el oeste al Valle Central de California, donde se le unen otros grandes ríos de Sierra Nevada y luego en el Mendota Pool gira al norte hasta el delta Sacramento-San Joaquín y la bahía de San Francisco. A excepción de desbordamiento a lo largo de la bifurcación Norte del río Kings, que se encuentra con el río San Joaquín en el Mendota Pool, el río San Joaquín en sí mismo es el río más al sur de su gran cuenca hidrográfica.
Durante algunos años, partes del río San Joaquín (y algunos de sus afluentes) discurrirán secas cuando su agua es desviada del río para el uso urbano o agrícola. Aunque el desagüe agrícola o las aguas de desecho urbano serán devueltas al canal original río abajo del punto de desvío, el agua devuelta al río no es de la misma calidad que el agua encontrada en las cabeceras. En otros lugares, como en la confluencia de los ríos San Joaquín y Chowchilla cerca de Dos Palos, California, todo el río ha sido desviado a canales artificiales, como el Eastside Bypass. Estos canales fueron diseñados inicialmente para proporcionar protección adicional contra inundaciones para los terratenientes locales. Sin embargo, se tendió a diseñar mejor los diques en estos canales y así el canal principal del San Joaquín discurre seco en alguno de estos lugares.
Los siguientes ríos son afluentes del San Joaquín:
- Río Mokelumne  (153 km y 5550 km²)
- Río Cosumnes
- Río Calaveras  (84 km y 1200 km²)
- Río Stanislaus  (154 km y 2784 km²)
- Río Tuolumne (239 km y 5076 km²)
- Río Merced (230 km y 4470 km²)
- Bear Creek
- Hospital Creek
- Ingram Creek
- Río Chowchilla  (87 km y 660 km²)
- Ash Slough
- Berenda Slough
- Río Fresno

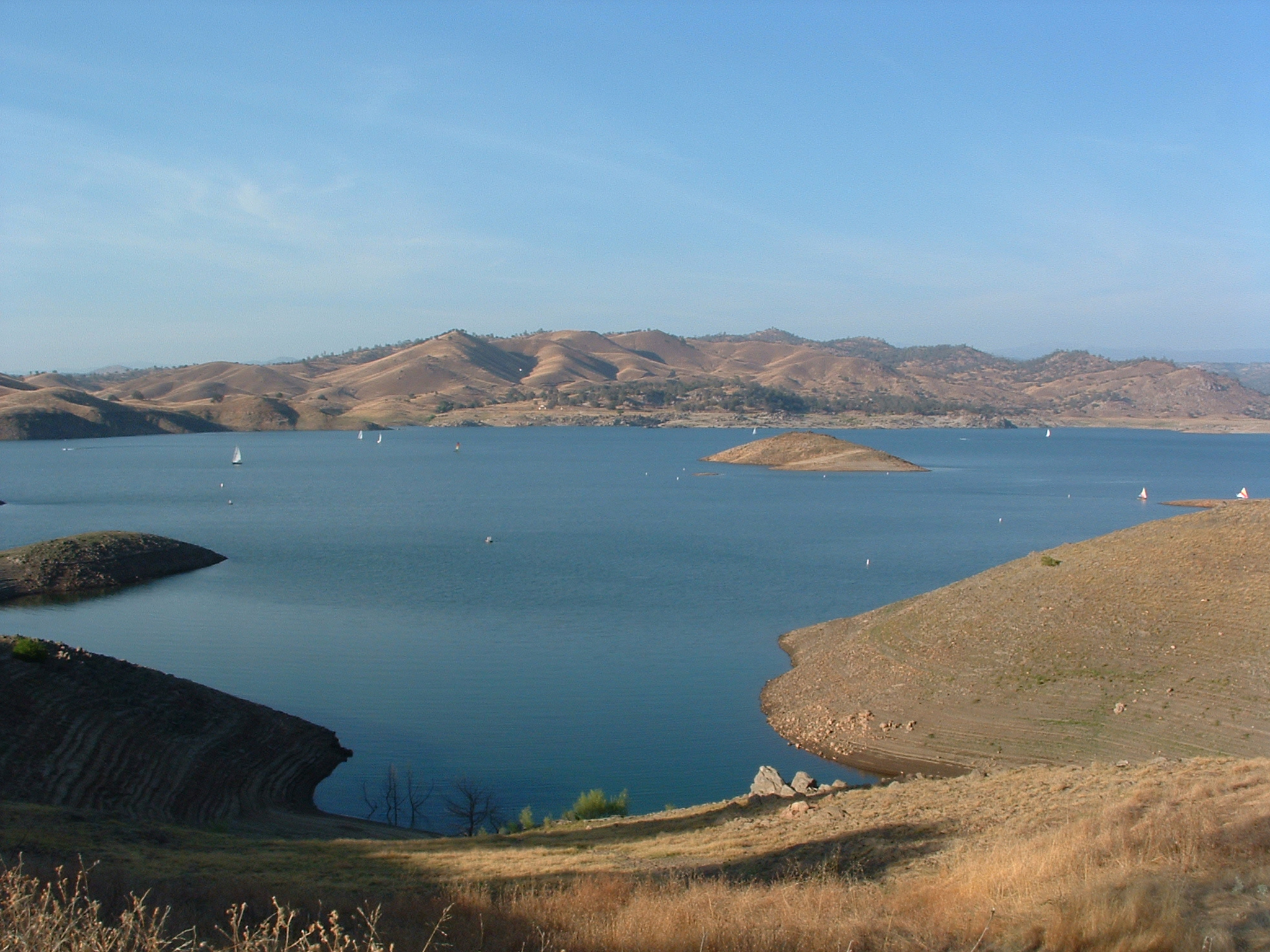
Lago Millerton, formado por la presa Friant, a unos 20 km al norte de la ciudad de Fresno.

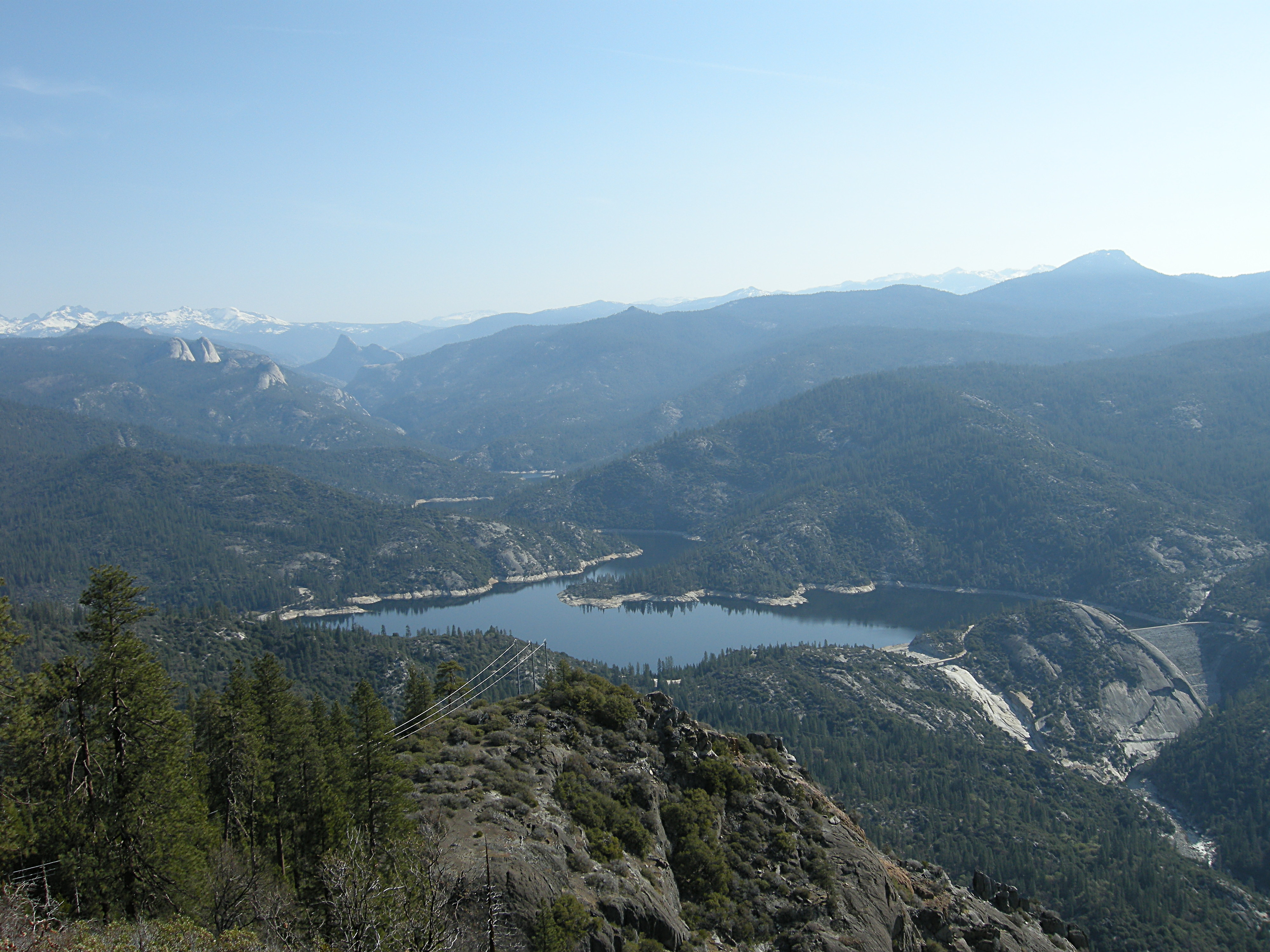
Vista del Mammoth Pool Reservoir.

Los siguientes lagos y embalses están en la cuenca del río San Joaquín:
- Embalse de Pardee
- Embalse de Camanche
- Embalse de New Hogan
- Embalse de New Don Pedro
- Lago McClure
- Lago Eastman
- Lago Hensley
- Mendota Pool
- Lago Millerton
- Lago del embalse Pine Flat
- Lago Kaweah
- Lago Success
- Lago Florence
- Embalse de Mammoth Pool

Los siguientes canales artificiales son parte del sistema del río San Joaquín:
- Stockton Deep Water Ship Channel
- Grant Line Canal
- Eastside Bypass
- Chowchilla Bypass
- San Luis Drain
- Madera Canal
- Friant-Kern Canal

## Ecología
Antes del desarrollo humano en el valle de San Joaquín que comenzó en los años 1850, el río San Joaquín y sus afluentes tendían a inundar el valle en los meses de invierno. Estos pantanos estacionales se convirtieron en el hábitat de las aves migratorias del Pacific Flyway, importante ruta de viaje norte-sur que se extiende desde Alaska hasta la Patagonia. Hoy los proyectos de mitigación ambientales, como el refugio de vida silvestre de San Luis, han sido establecidos para recrear los hábitats de pantanos estacionales usados por estas aves y muchas otras especies nativas.
Históricamente, el hábitat natal del zorro kit de San Joaquín (en peligro de extinción) y del conejo matorralero ribereño (sylvilagus bachmani), incluía la zona ribereña cercana al río San Joaquín.
Antes de la finalización de la presa Friant en 1942, el río San Joaquín tenía el hábitat más al sur del salmón en los Estados Unidos. Sin embargo, la desviación del agua de los cursos superiores del río San Joaquín y sus afluentes redujo considerablemente el número de salmones del Pacífico originarios del río.